# Kota Minoura
Kota Minoura (箕浦 康太, Minoura Kōta, né le 30 décembre 1998 à Gifu) est un catcheur japonais qui travaille à la Dragon Gate.

## Carrière

### Dragon Gate (2018-...)
Lors de Dead Or Alive 2019, lui, Hyo Watanabe et Masaaki Mochizuki perdent contre R.E.D (Diamante, H.Y.O et Takashi Yoshida) et ne remportent pas les Open the Triangle Gate Championship.
Lors de Memorial Gate 2020, lui et Jason Lee battent R.E.D (BxB Hulk et Kazma Sakamoto) pour remporter les Open the Twin Gate Championship. Lors de Dangerous Gate 2020, ils conservent leur titres contre Toryumon (Dragon Kid et Susumu Yokosuka),.

#### Masquerade (2020–2022)
Le 2 Décembre, aux côtés de Jason Lee et Dragon Dia, il quitte Dragon Gate Génération pour créer son propre clan avec le Open the Dream Gate Champion Shun Skywalker qui sera rejoint par un membre mystérieux le 15 Décembre,.
Lors de Dangerous Gate 2021, il perd contre Yamato et ne remporte pas le Open the Dream Gate Championship. 
Le 15 décembre, lui, Jason Lee et Shun Skywalker battent R.E.D (Eita, H.Y.O et Kaito Ishida) pour remporter les Open the Triangle Gate Championship et après le match, il défie Skywalker à un match où s'il perd, Skywalker devra quitter le clan. Lors de Final Gate 2021, H.Y.O et SB KENTo de R.E.D essaie d'aider Shun Skywalker durant leur match en lui lançant une chaise, alors que l'arbitre était à terre, mais il refuse leur aide. Peu de temps après, il retire son masque et l'envoie dans les mains de Minoura alors que l'arbitre ne regardait pas. Lorsque l'arbitre se retourne et voit Minoura debout avec le masque de Skywalker, il accorde la victoire à Skywalker par disqualification.

#### Gold Class (2022–...)
Le 5 mars, lui, Kaito Ishida et Naruki Doi battent Natural Vibes (Kzy, Yuta Tanaka et Jacky "Funky" Kamei) et remportent les Open the Triangle Gate Championship. Lors de Dead or Alive 2022, ils perdent leur titres contre Los Perros del Mal de Japón (Eita, Kotarō Suzuki et Nosawa Rongai),.
Du 11 mai au 2 juin, il participe au King of Gate 2022, qu'il ne remporte pas en perdant en finale contre Yuki Yoshioka.

## Palmarès
- Dragon Gate
  - 1 fois Open the Twin Gate Championship avec Jason Lee
  - 3 fois Open the Triangle Gate Championship avec Jason Lee et Shun Skywalker (1), Kaito Ishida et Naruki Doi (1) et Ben-K et BxB Hulk (1, actuel)